# Kingsley Holgate
Kingsley Holgate é um expedicionista sul-africano com mais de 15 anos de experiência que percorre a África para ajudar a erradicar a malária no país. Líder da Expedição Capricórnio que existiu em 2004 numa longa jornada ao redor do globo terrestre.